# Émetteur de Rosheim-Bœrsch-Steinberg
48° 28′ 12″ N, 7° 25′ 38″ E
L'Émetteur de Rosheim-Bœrsch-Steinberg est un émetteur TNT situé sur la colline du Steinberg à 2 km de Rosheim en Alsace. Les antennes sont accessibles via un chemin partant de la commune de Klingenthal. Les coordonnées du site sont 48° 28′ 12″ N, 7° 25′ 38″ E
. Il permet à la ville de Rosheim, mais aussi de Bœrsch, Ottrott et Saint-Nabord de recevoir la TNT.

## Télévision analogique
| Chaînes         |
| --------------- |
| TF1             |
| France 2        |
| France 3 Alsace |

## Télévision numérique[1]
| Multiplex | Chaînes                                                                 | Canal | Puissance (PAR) | Diffuseur |
| --------- | ----------------------------------------------------------------------- | ----- | --------------- | --------- |
| R1        | France 2, France 3 Alsace, France 4, France Info et BFM Alsace          | 48H   | 7,9 W           | TDF       |
| R2        | C8, BFM TV, CNews, CStar et Gulli                                       | 26H   | 7,9 W           | TDF       |
| R3        | Canal+, LCI, Paris Première, Canal+ Sport, Canal+ Cinéma(s) et Planète+ | 47H   | 7,9 W           | TDF       |
| R4        | France 5, M6, Arte, W9 et 6ter                                          | 22H   | 6,5 W           | TDF       |
| R6        | TF1, TMC, TFX, NRJ 12 et LCP                                            | 25H   | 7,9 W           | TDF       |
| R7        | TF1 Séries Films, L'Équipe, RMC Story, RMC Découverte et Chérie 25      | 43H   | 7,9 W           | TDF       |